# Kynigianá
Kynigianá, en grec moderne : Κυνηγιανά, est un village du dème de Mylopótamos, en Crète, en Grèce. Selon le recensement de 2011, la population de Kynigianá compte 21 habitants. Il est situé à une altitude de 400 m et à une distance de 30 km de Réthymnon.